# Judgement2023〜後楽園史上最長5時間スペシャル〜
『Judgement2023〜後楽園史上最長5時間スペシャル〜』（ジャッジメント2023 こうらくえんしじょうさいちょう5じかんすぺしゃる）日本のプロレス団体DDTプロレスリングによって後楽園ホールで行われた興行である。

## 試合
| ダークマッチ イルシオン＆エル・ユニコーンDDTeeen!!卒業試合 15分一本勝負                                              |                                                  |                                                |
| ◯イルシオン 中村宗達                                                                                                 | 8分14秒 RE:VISION1→片エビ固め                    | エル・ユニコーン● 今井礼夢                     |
| オープニングマッチ 30分一本勝負                                                                                      |                                                  |                                                |
| ◯高鹿佑也 石田有輝                                                                                                   | 9分2秒 変形トライアングルランサー                | 小嶋斗偉 須見和馬●                             |
| 第二試合 平田一喜デビュー13周年記念試合 30分一本勝負                                                                 |                                                  |                                                |
| ●平田一喜 ヨシヒコ                                                                                                   | 10分39秒 ランニング両腕極めドライバー→片エビ固め | 石井慧介◯ 高尾蒼馬                             |
| 第三試合 第4代O-40王座決定3WAYマッチ 60分一本勝負                                                                    |                                                  |                                                |
| ◯大石真翔 | 4分54秒 エビ固め                                 | ゴージャス松野● 川松真一朗                     |
| 大石が第4代王者となる。                                                                                              |                                                  |                                                |
| 第四試合 フェロモンズvsフェロモンズ討伐軍全面対抗戦～ノータッチ＆フェロモンズが脱いだら即反則負けルール 30分一本勝負 |                                                  |                                                |
| ×飯野“セクシー”雄貴 男色“ダンディ”ディーノ 今成"ファンタスティック"夢人 竹田"シャイニングボール"光珠                 | 11分21秒 無効試合                                | 彰人 大鷲透 大和ヒロシ× 岡田佑介               |
| 第五試合 スペシャルタッグマッチ 30分一本勝負                                                                         |                                                  |                                                |
| マックス・ジ・インペイラー ◯ハイディ・ハウイツァ                                                                     | 7分46秒 マスターブラスター→体固め                | スーパー・ササダンゴ・マシン● アントーニオ本多 |
| 第六試合 赤井沙希デビュー10周年記念試合vol.1 30分一本勝負                                                            |                                                  |                                                |
| ●高梨将弘 | 9分19秒 ケツァル・コアトル                       | 赤井沙希◯                                      |
| 第七試合 30分一本勝負                                                                                                |                                                  |                                                |
| ◯HARASHIMA 中村圭吾                                                                                                  | 12分26秒 蒼魔刀→体固め                           | 坂口征夫 岡谷英樹●                             |
| 第八試合 スペシャルシングルマッチ 30分一本勝負                                                                       |                                                  |                                                |
| ●町田光 | 6分31秒 侍ドライバー'01→片エビ固め               | 正田壮史◯                                      |
| 第九試合 スペシャル6人タッグマッチ〜CHARISMA RETURNS！ 30分一本勝負                                                  |                                                  |                                                |
| ◯佐々木大輔 MJポー KANON                                                                                             | 11分55秒 ミスティカ式クロス・フェースロック      | クリス・ブルックス ドリュー・パーカー 新納刃●  |
| 第十試合 DDT EXTREME選手権試合 60分一本勝負                                                                          |                                                  |                                                |
| ◯秋山準 （第56代王者）                                                                                               | 10分48秒 リストクラッチ式首固め                  | 鈴木鼓太郎● （挑戦者）                         |
| ※第56代王者が4度目の防衛に成功。                                                                                     |                                                  |                                                |
| 第十一試合 DDT旗揚げ26周年記念スペシャルシングルマッチ 30分一本勝負                                                  |                                                  |                                                |
| ◯高木三四郎 | 13分17秒 KO勝ち                                  | 竹下幸之介●                                    |
| 第十二試合 インターナショナルスペシャルシングルマッチ 30分一本勝負                                                   |                                                  |                                                |
| ●サムライ・デル・ソル                                                                                                | 13分28秒 WR→エビ固め                             | 上野勇希◯                                      |
| 第十三試合 DDT UNIVERSAL選手権試合 60分一本勝負                                                                      |                                                  |                                                |
| ●土井成樹 （第9代王者）                                                                                              | 20分49秒 バーニングスター・プレス→エビ固め       | 遠藤哲哉◯ （挑戦者）                           |
| ※第9代王者が2度目の防衛に失敗。遠藤が第10代王者となる。                                                              |                                                  |                                                |
| セミファイナル KO-Dタッグ選手権～エニウェアフォールルール 60分一本勝負                                               |                                                  |                                                |
| ◯MAO 勝俣瞬馬 （第76代王者）                                                                                         | 18分15秒 俺たちのまっどまっくす→エビ固め         | 樋口和貞 中津良太● (挑戦者組)                  |
| ※第76代王者組が4度目の防衛に成功。                                                                                   |                                                  |                                                |
| メインイベント KO-D無差別級選手権試合 60分一本勝負                                                                   |                                                  |                                                |
| ◯火野裕士 （第80代王者）                                                                                             | 22分23秒 Fuckin'BOMB→体固め                      | 納谷幸男● （挑戦者）                           |
| ※第80代王者が初防衛に成功。                                                                                          |                                                  |                                                |